# Luigi Pellizzo

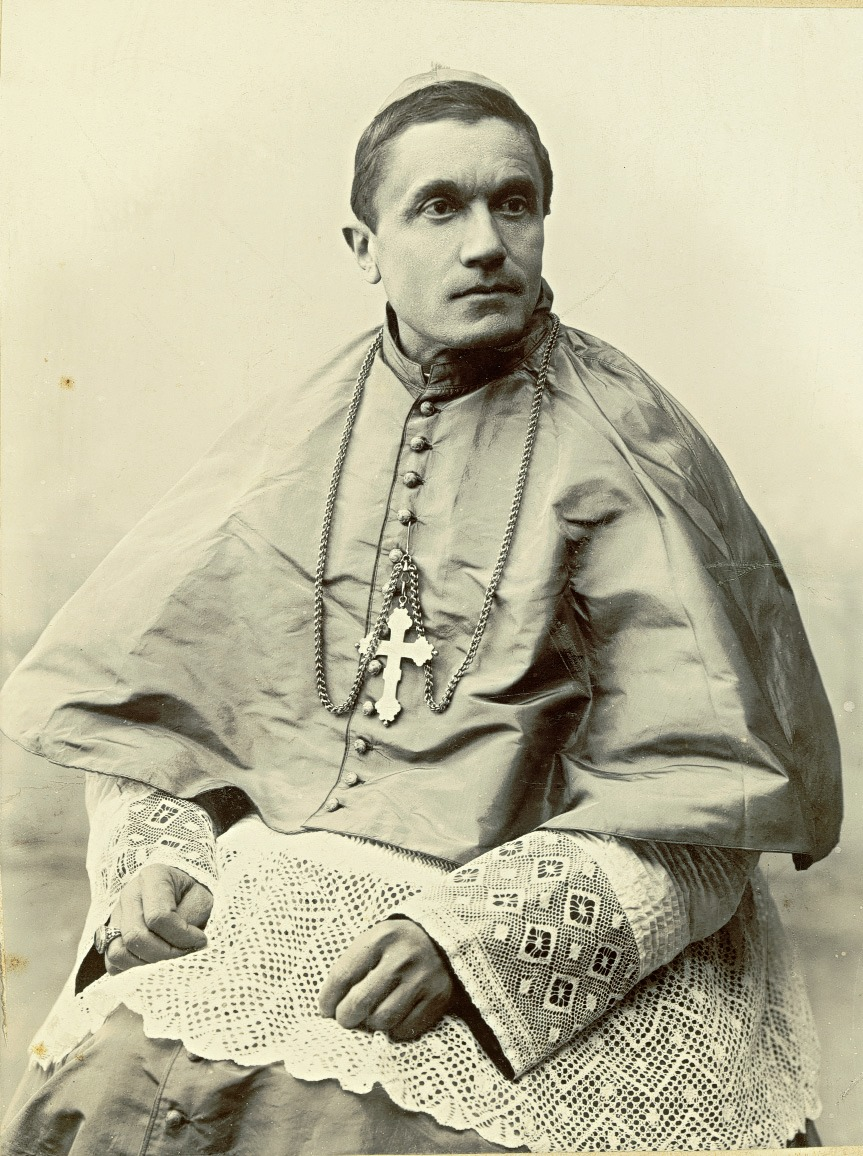
Bischof Luigi Pellizzo (Photo vermutl. 1906)

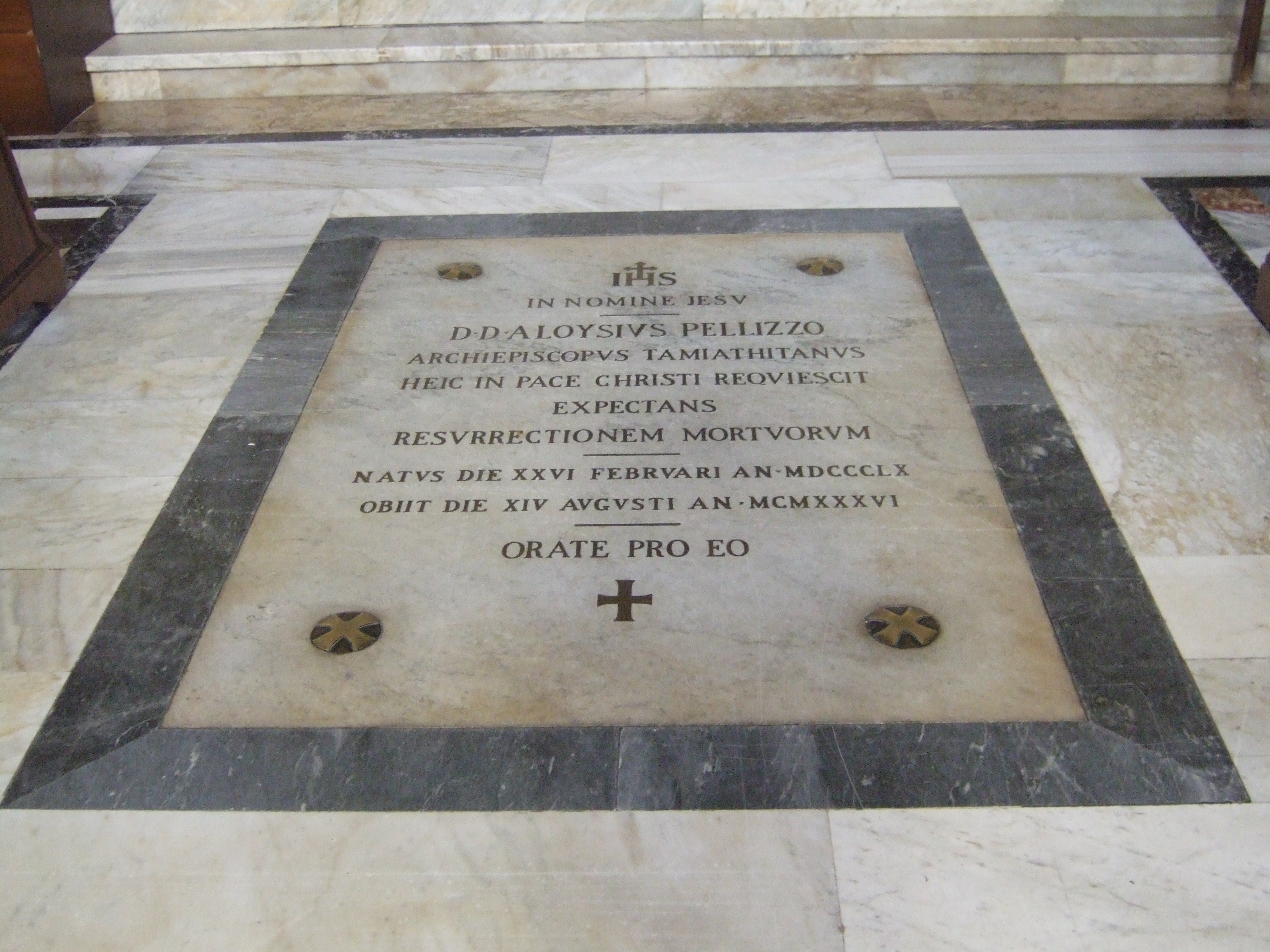
Grab in der Pfarrkirche von Faedis

Luigi Pellizzo (* 26. Februar 1860 in Faedis; † 14. August 1936) war von 1906 bis 1923 Bischof von Padua.

## Leben
Pellizzo war bäuerlicher Herkunft und studierte am Priesterseminar von Udine sowie an der Päpstlichen Universität Gregoriana. Am 7. Juni 1884 empfing er die Priesterweihe für das Erzbistum Udine. Er war am dortigen Seminar als Dozent tätig und wurde 1899 dessen Rektor.
Er erwarb sich in dieser Zeit den Ruf eines energischen und tatkräftigen Mannes, sodass ihn Papst Pius X. auf Empfehlung des Udineser Erzbischofs Pietro Zamburlini am 27. Juli 1906 zum Bischof von Padua ernannte. Die Bischofsweihe spendete ihm Zamburlini am 19. August desselben Jahres, Mitkonsekratoren waren Andrea Caron, Koadjutorbischof von Ceneda, und Antonio Bassani, Koadjutorbischof von Chioggia. Pellizzo legte sein Augenmerk besonders auf die Verbesserung der Lebensbedingungen der ländlichen Bevölkerung und der Arbeiter seiner Diözese. Oft stand er dabei politisch links der Sozialisten. Von 1912 bis 1913 war er zusätzlich Apostolischer Administrator des Bistums Adria. Nach Ende des Ersten Weltkriegs 1918 intensivierte er die pastorale Arbeit im Bistum Padua.
Pellizzo wurde am 24. März 1923 als Bischof von Padua entpflichtet und von Papst Pius XI. zum Schatzmeister der Dombauhütte von St. Peter ernannt und zum Titularerzbischof pro hac vice von Tamiathis erhoben. Er starb im August 1936 und wurde in seiner Heimatstadt Faedis beigesetzt.